# Elías Ayuso
Elías Ayuso Carrillo, más conocido como Larry Ayuso (Carolina, Puerto Rico; 27 de marzo de 1977), es un jugador de baloncesto puertorriqueño. Con 1.88 de estatura, juega de escolta para los Atléticos de San Germán.

## Trayectoria
- Piratas de Quebradillas - BSN (1996-1997)
- Piratas de Quebradillas - BSN (1999)
- Atléticos de San Germán - BSN (2000-2001)
- Sutor Basket Montegranaro - Legadue (2001-2002)
- Atléticos de San Germán - BSN (2002)
- Grand Rapids Hoops - CBA (2002-2003)
- Ionikos Neas Filadelfeias - A1 (2003)
- Atléticos de San Germán - BSN (2003)
- Beşiktaş Jimnastik Kulübü - Liga Turca (2003-2004)
- Capitanes de Arecibo - BSN (2005)
- Žalgiris Kaunas - LKL (2005-2006)
- Capitanes de Arecibo - BSN (2006)
- KK Split - Liga Croata (2006-2007)
- Cangrejeros de Santurce - BSN (2007)
- Cibona Zagreb - Liga Croata (2007-2008)
- Cangrejeros de Santurce - BSN (2008)
- Iowa Energy - D-League (2008-2009)
- Cangrejeros de Santurce - BSN (2009)
- Capitanes de Arecibo - BSN (2010-2012)
- Huracanes del Atlántico - LNB (2012)
- Mets de Guaynabo - BSN (2013-2014)
- Vaqueros de Bayamón  - BSN (2014-2015)
- Mets de Guaynabo - BSN (2015)
- Piratas de Quebradillas - BSN (2015-2016)
- Cangrejeros de Santurce - BSN (2016-2017)
- Cariduros de Fajardo - BSN (2017-2018)
- Atléticos de San Germán - BSN (2019- )